# هتل فلامینگو، میامی بیچ

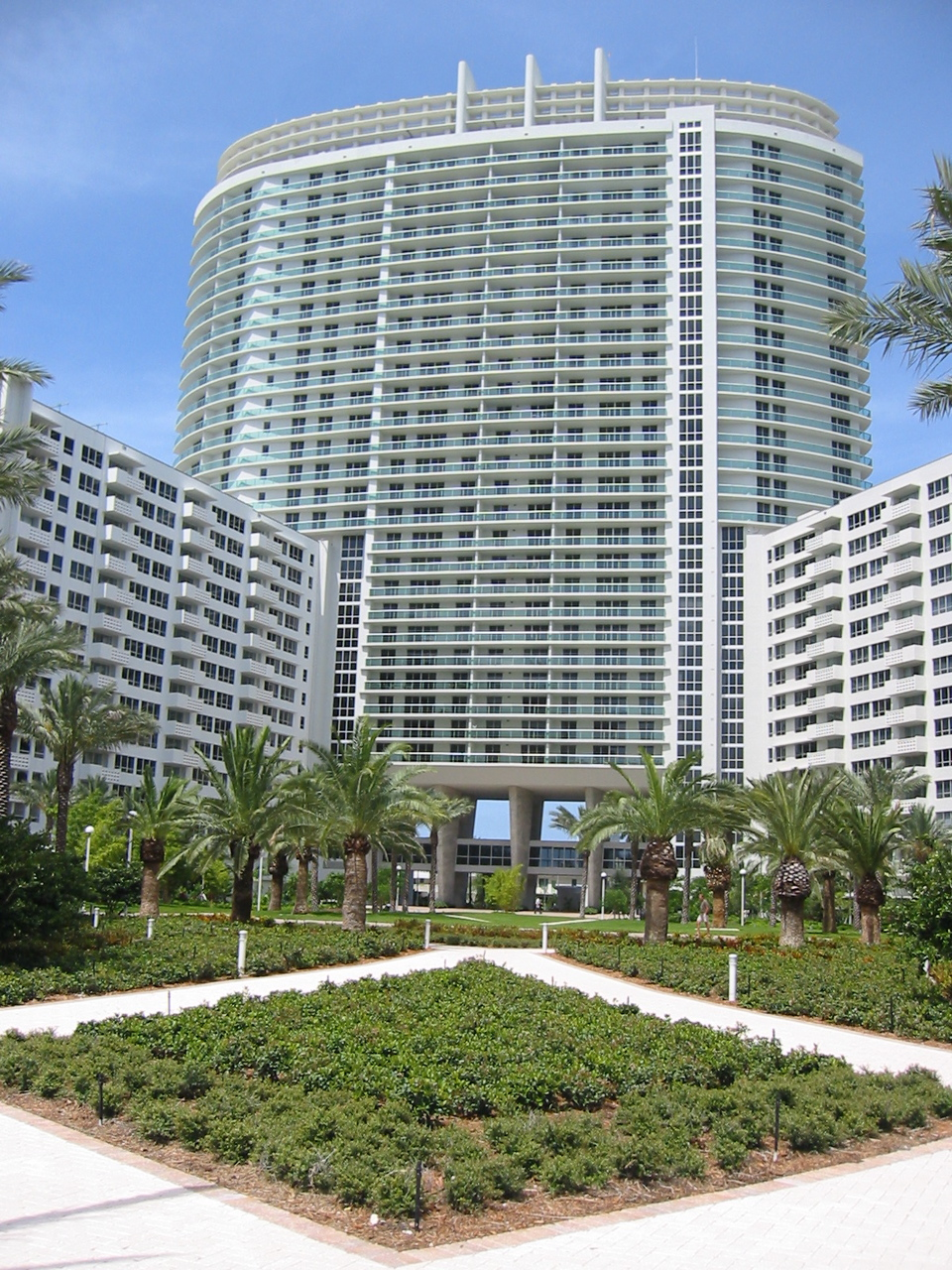
آپارتمان‌های فلامینگو ساوت بیچ از نمای دیوارهٔ ساحلی خلیج بیسکین، ۷ ژوئیهٔ ۲۰۰۳

هتل فلامینگو، میامی بیچ (انگلیسی: Flamingo Hotel, Miami Beach) مشرف به خلیج بیسکین و در بخش غربی شهر تازه‌تأسیس میامی بیچ فلوریدا قرار داشت تا آنکه در دههٔ ۱۹۵۰ برای ساخت مجموعهٔ جدید «تاورز مورتون» تخریب شد، که امروزه با نام فلامینگو ساوت بیچ شناخته می‌شود.

## تاریخچه
این هتل در سال ۱۹۲۰ به‌دست کارل جی. فیشر، از پیشگامان توسعهٔ میامی بیچ ساخته شد، و طراحی آن را دفتر معماری [[روبوش و هانتر] از ایندیاناپولیس بر عهده داشت. این هتل در سال ۱۹۲۱ افتتاح شد. یک زمین گلف در کنار آن نیز به‌دست کاپیتان اچ.سی. تیپت طراحی شده بود. فیشر با شریک توسعه‌اش جان اس. کالینز، که در بخش ساحلی کازینویی ساخته بود، اختلاف دیدگاه داشت و تصمیم گرفت از ساحل اقیانوس دوری کند. او آب‌های آرام خلیج بیسکین را مکان مناسبی برای نمایش‌های قایقرانی و جلب نظر گردشگران ثروتمند و فرهیخته می‌دانست. این تبلیغ‌کنندهٔ مسابقات اتومبیل‌رانی، رقابت‌های قایق‌تندرو در خلیج بیسکین را در نزدیکی جزیرهٔ بیل به‌عنوان ترفند تبلیغاتی برای این هتل بزرگ برگزار می‌کرد. او با نمایش‌هایی مانند گرفتن عکس تبلیغاتی با فیل خود به‌نام رزی، تصویر مقصدی عجیب و لوکس برای تعطیلات در این منطقه را ترویج می‌داد، که به رونق تب زمین‌فروشی در فلوریدا در دههٔ ۱۹۲۰ کمک کرد. مکان هتل فلامینگو مشرف به جزیره فلگلر مانیومنت در خلیج بیسکین بود.
در سال ۱۹۳۵، با وجود رزرو از سوی تیم بیسبال نیویورک جاینتس، از ورود دو بازیکن یهودی یعنی فیل وینتراوب و هری دنینگ به هتل جلوگیری شد، چون این هتل سیاست «بدون یهودی» داشت. با این حال، پس از آنکه مربی تیم بیل تری تهدید کرد که اقامتگاه تیم را تغییر خواهد داد، هتل عقب‌نشینی کرد و اجازه داد این بازیکنان در آن اقامت کنند.